# فرنك بونيت
فرنك بونيت (بالفرنسية: Franck Bonnet)‏ هو منافس ألعاب قوى فرنسي، ولد في 3 أكتوبر 1954 في فيلجويف في فرنسا.

## وصلات خارجية
- فرنك بونيت على موقع الاتحاد الدولي لألعاب القوى (الإنجليزية)
- فرنك بونيت على موقع الاتحاد الفرنسي لألعاب القوى (الفرنسية)